# Knjige u 1795.
◄◄ | ◄ | 1792. | 1793. | 1794. | 1795.  | 1796. | 1797. | 1798. | ► | ►►
Arhitektura • Astronomija • Biologija • Glazba • Kazalište • Kemija • Kiparstvo • Knjige • Književnost • Kršćanstvo • Medicina • Politika • Pravo • Promet • Slikarstvo • Šport • Znanost
Knjige u 1795.

## Svijet
- Breviarium Romanum Ex Decreto Sacrosancti Concilii Tridentini Restitutum. Izdavač: Typographia Balleoniana, Venetiis. Broj stranica: 952. Rijetka knjiga

## Vanjske poveznice
|  | Zajednički poslužitelj ima još gradiva o temi Knjige iz 1795. |